# Wrathchild
Wrathchild war eine 1980 gegründete, britische Thrash-/Glam-Rock-Band.
Bekannt war diese Band für ihr extravagantes, schrilles Auftreten (Schminke, Perücken, Nieten).

## Geschichte
Wrathchild wurde 1980 in Evesham, England von Marc Engel und Phil "Wrathchild" Vokins gegründet. Sie rekrutierten Rocky Shades als Leadsänger und Brian "Thunderburst" Parry am Schlagzeug. Phil Vokins und Brian Parry verließen die Band im Jahr 1981. Hierauf kamen der anerkannte Gitarrist Lance Rocket von der Band Medusa und der Schlagzeuger Eddie Starr dazu. Nach der Veröffentlichung einer Reihe von Demos, wie Mascara Massacre im Jahr 1982 wurde der Band ein Plattenvertrag von Bullet Records angeboten. Hier veröffentlichten sie 1983 ihr erstes Album Stackheel Strutt. 1984 veröffentlichte die Band ihr Debüt-Studioalbum Stakk Attakk, welches Coverversionen der Gary-Glitter-Klassiker "Doing Alright with the Boys" und "Trash Queen" enthielt.

## Diskografie
- 1982: Mascara Massacre (Kassette)
- 1983: Stackheel Strutt (12" EP, rotes Vinyl, die ersten 50 Stück enthielten essbare Unterwäsche)
- 1983: Do You Want My Love? (7"+12" Picture Disc)
- 1984: Stakk Attakk (Album, Picture Disc, Heavy Metal Records)
- 1984: Alrite With The Boyz (7" Single, Heavy Metal Records)
- 1985: Trash Queens (Album, live & Material von Do You Want My Love? + Stackheel Strutt, Castle Communications)
- 1985: Stakk Attakk reissue (neues Cover, CD, FM / Revolver)
- 1988: The Biz Suxx (Album, CD, FM / Revolver, war auch in rosa Vinyl und als Picture Disc erhältlich)
- 1988: Nukklear Rokket (Single + 12", FM / Revolver, 12" war in Lila Vinyl erhältlich)
- 1989: Delirium (Album + CD, Sony Music)
- 2011: Stakkattakktwo (Album, Perris Records)